# Jimmy Garoppolo
(en) Statistiques sur pro-football-reference
Jimmy Garoppolo, né le 2 novembre 1991 à Arlington Heights en Illinois, est un sportif professionnel américain de football américain jouant au poste de quarterback dans la National Football League (NFL) depuis la saison 2014, et pour les Rams de Los Angeles depuis 2024.
Il étudie à l'université d'Eastern Illinois (en) et joue pendant quatre saisons pour les Panthers (en) dans la NCAA Division I FCS, remportant le Walter Payton Award en 2013.
Il est sélectionné en 62e choix global lors du 2e tour de la draft 2014 par la franchise des Patriots de la Nouvelle-Angleterre. Il est le deuxième choix des Patriots lors de cette draft, après Dominique Easley.
Remplaçant de Tom Brady à ses premières saisons, il est échangé aux 49ers de San Francisco en 2017 et en devient le quarterback titulaire. Avec les 49ers, il dispute le Super Bowl LIV perdu 20 à 31 contre les Chiefs de Kansas City. À la suite de l'émergence du quarterback rookie Brock Purdy et du licenciement de Derek Carr par les Raiders de Las Vegas en fin de saison 2022, il décide de s'engager avec cette franchise en 2023. Il est libéré les Raiders le 13 mars 2024 et rejoint les Rams de Los Angeles pour la saison 2024.

## Biographie

### Jeunesse
Garoppolo est né et a grandi à Arlington Heights, en Illinois. Il y étudie au lycée Rolling Meadows. Issu d'une famille italienne et est le troisième des quatre fils nés de Denise et de Tony Garoppolo.

### Carrière universitaire
Garoppolo a joué pour les Panthers d'Eastern Illinois (en) de 2010 à 2013 dans la Ohio Valley Conference de la NCAA Division I FCS. Au cours de sa première année, il joue huit matchs en tant que titulaire, gagnant 1 639 yards et inscrivant 14 touchdowns à la passe sous les ordres de l'entraîneur principal Bob Spoo. Il devient ensuite titulaire indiscutable gagnant 2 644 yards et inscrivant 20 touchdowns en 2011, 3 823 yards et 31 touchdowns en 2012, et 5 505 yards et 53 touchdowns en 2013. Ces performances lui permettent de décrocher le record universitaire du plus grand nombre de passes réussies précédemment détenu par Tony Romo, quarterback des Cowboys de Dallas,,.
Pour sa dernière saison et sous les ordres de l’entraîneur principal Dino Babers, Garoppolo remporte le prix Walter Payton, remis au joueur offensif le plus remarquable de la NCAA Division I FCS,. Il est désigné meilleur athlète masculin 2013 de la Ohio Valley Conference et meilleur quarterback 2013 de la NCAA Division I FCS.

### Carrière professionnelle

#### Patriots de la Nouvelle-Angleterre (2014-2017)

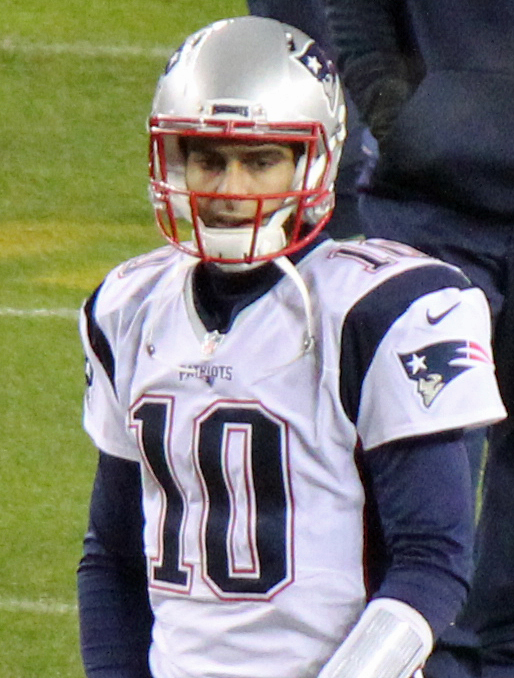
Garoppolo avec les Patriots en 2015.

Garoppolo est considéré comme l'un des meilleurs jeunes talents au poste de quarterback de la draft 2014 de la NFL. Les Patriots de la Nouvelle-Angleterre sélectionnent Garoppolo au deuxième tour de la draft au 62ème rang. Garoppolo est le quaterback recruté au rang le plus élevé par la Nouvelle-Angleterre depuis Drew Bledsoe au premier rang en 1993.
En 2014, Garoppolo fait ses débuts en saison régulière dans le quatrième quart-temps lors de la défaite des Patriots 41 à 14 contre les Chiefs de Kansas City lors de la quatrième semaine de la saison. Alors que Tom Brady est en grande difficultés, Garoppolo entre en jeu et marque d'une passe de 13 yards pour Rob Gronkowski dès sa première série offensive pour inscrire son premier touchdown en carrière.
Dans sa saison de débutant, Garoppolo joue lors de six rencontres et complète 19 des 27 passes pour 182 yards. Il termine avec une note à la passe de 101.2 et 10 tentatives de courses pour 9 yards. Bien qu'il n'ait pas participé à la victoire du Super Bowl XLIX, il a contribué à la préparation de la défense des Patriots pour contrer Russell Wilson, le quaterback des Seahawks de Seattle.
En 2015, Garoppolo est apparu cinq fois en cours de match et a complété 1 de ses 4 passes tentées pour un total de 6 yards.
Après la suspension de quatre matchs adressée à Tom Brady par la ligue pour le deflategate, l'entraîneur Bill Belichick nomme Garoppolo comme quarterback titulaire pour le début de la saison 2016, pendant la suspension de quatre rencontres de Tom Brady.
Garoppolo complète 24 passes sur 33 pour 264 yards et un touchdown lors de la victoire 23 à 21 sur les Cardinals de l'Arizona. Il lance 234 yards et 3 touchdowns en semaine 2 contre les Dolphins de Miami avant de sortir sur une blessure à l'épaule au deuxième quart-temps. L'entorse de la clavicule contractée sur un choc avec le défenseur des Dolphins, Kiko Alonso, l’empêche de jouer les deux matchs qui suivent, offrant le temps de jeu pendant l'absence de Brady au troisième de l'effectif des Patriots, le débutant Jacoby Brissett. Garoppolo remporte le Super Bowl LI avec les Patriots après le succès en prolongation contre les Falcons d'Atlanta.
Lors de la trève 2017, Garoppolo a fait l'objet de plusieurs rumeurs de transfert, les Bears de Chicago et les Browns de Cleveland étant cités le plus souvent comme prétendants potentiels. Finalement, le 31 octobre 2017, il est transféré aux 49ers de San Francisco en échange d'un choix de deuxième tour de draft.

#### Les 49ers de San Francisco (2017-2022)

##### 2017
Au moment où Garoppolo arrive à San Francisco, les 49ers ne comptent aucune victoire à mi-chemin de la saison. Pour laisser une place à Garoppolo, l'équipe a d'ailleurs libéré le quarterback Brian Hoyer, qui avait été titulaire en début de saison mais remplacé par le débutant C. J. Beathard.
Malgré son arrivée, l'entraîneur Kyle Shanahan préfère ne pas le nommer titulaire dans l'immédiat, déclarant qu'il pourrait probablement ne pas jouer cette saison. Le 26 novembre contre les Seahawks de Seattle, il fait ses débuts sur le terrain après que Beathard se soit blessé et fait déjà sentir sa présence en réussissant ses deux premières passes et en inscrivant un touchdown dans les dernières secondes de la partie.
Il est désigné titulaire pour le match du 3 décembre contre les Bears de Chicago. Dès la titularisation de Garoppolo, les Niners ne font que gagner et terminent la saison avec cinq victoires consécutives. Si l'on prend en compte ses deux titularisations avec les Patriots, il est le premier quarterback depuis Ben Roethlisberger en 2004 à remporter ses sept premiers matchs en tant que titulaire.

##### 2018
Alors qu'il aurait pu devenir agent libre pendant l'intersaison, il accepte de rester avec les 49ers et signe un contrat de 5 ans pour un montant de 137,5 millions de dollars, soit à l'époque, un des contrats les plus lucratifs de l'histoire de la NFL. Les attentes envers Garoppolo et les 49ers sont très élevées pour la saison 2018 mais le quarterback se blesse au genou lors du troisième match du calendrier face aux Chiefs de Kansas City. Les 49ers annoncent le lendemain qu'il s'est déchiré le ligament croisé antérieur et que sa saison est déjà terminée. Sans lui, les 49ers terminent ma saison avec un bilan négatif de 4 victoires pour et 12 défaites.

##### 2019
Garoppolo est de retour pour la saison 2019 au cours de laquelle il performe. En 14e semaine lors du match gagné 48 à 46 contre les Saints, il gagne 349 yards à la passe, inscrit quatre touchdowns malgré une interception et est désigné meilleur joueur offensif de la NFC pour cette performance,. Avec un bilan positif de 13 victoires pour 3 défaites, il remporte la NFC West et qualifie les 49ers pour la série éliminatoire en tant que meilleur équipe de la NFC, bénéficiant ainsi de l'avantage du terrain,.
Après avoir battu les Vikings 27 à 10 lors du match de division, Garopollo, gêné par une blessure au genou, ne tenté que huit passes lors de la victoire 37 à 20 en finale de conférence NFC contre les Packers. Un nombre aussi peu élevé de passes lors d'un match de série éliminatoire n'avait plus été réalisé depuis Bob Griese à l'occasion du Super Bowl VIII, celui-ci ne réussissant que six  passes pour un gain de 77 yards. Lors du Super Bowl LIV perdu 20 à 31 contre les Chiefs, Garoppolo réussit 20 des 31 passes gtentées pour un gain de 219 yards, un touchdown et deux interceptions. Son équipe menait de 10 points alors qu'il ne restait que sept minutes de jeu mais les Chiefs ont inscrit 21 points en cinq minutes pour remporter le match.
Garoppolo est classé par ses pairs 43e du Top 100 des joueurs de la NFL à la suite de cette saison.

##### 2022
Pendant le camp d'entraînement, Trey Lance est désigné titulaire pour la saison 2022 en lieu et place de Garoppolo. Celui-ci signe néanmoins un contrat d'un an pour un montant totalement garanti de 6,5 millions de dollars,.
Lors du deuxième match contre les Seahawks, Garoppolo entre au jeu lors du premier quart temps, Lance s'étant cassé la cheville. Cette blessure mit fin à sa saison et permet à Garoppolo de redevenir titulaire. Lors du match de la 13e semaine contre les Dolphins, Garoppolo se blesse à son tour au pied lors du premier quart temps ce qui met un terme à sa saison. Il est remplacé par le rookie Brock Purdy qui remporte le match 33 à 17.
Les 49ers terminent la saison avec un bilan positif de 13 victoires pour 4 défaites mais perdent la finale de conférence NFC 4 à 13 contre les Eagles, les deux quarterbacks disponibles des 49ers, Purdy et Josh Johnson (en) se blessant en cours de match,.

#### Raiders de Las Vegas (2023)
Le 17 mars 2023, Garoppolo signe un contrat portant sur trois saisons et un montant de 67,5 millions de dollars avec les Raiders de Las Vegas. Il retrouve ainsi l'entraîneur principal Josh McDaniels qui était son coordinateur offensif chez les Patriots. Le 31 octobre 2023, Garoppolo est mis sur le banc et remplacé par le rookie Aidan O'Connell (en), conséquence des nombreuses interceptions (il mène la ligue au niveau de cette statistique) et du bilan négatif provisoire des Raiders (3-5). Cet évènement se passe le même jour que le licenciement de Josh McDaniels.
Le 16 février 2024, la ligue annonce que Garoppolo ne pourra participer aux deux premiers matchs de la saison 2024 à la suite de violation de leur politique en matière de drogues améliorant les performances.
Garoppolo est libéré par les Raiders le 13 mars 2024.

#### Rams de Los Angeles
Garoppolo signe avec les Rams de Los Angeles un contrat d'un an le 19 mars 2024. Il manquera les deux premiers matchs de la saison à la suite d'une suspension pour violation de la politique de la ligue en matière de drogues améliorant les performances.
Garoppolo ne joue pas en pré-saison et après sa suspension, il est considéré comme le remplaçant de Matthew Stafford. Il ne monte sur le terrain que lors du dernier match de saison régulière, les Rams laissant Stafford et la plupart des titulaire au repos en prévision du match de série éliminatoire. Battu 25 à 30 par les Seahawks, il réussit, lors de ce match, 27 des 41 passes tentées pour un gain de 334 yards et deux touchdowns malgré une interception.
Le 10 mars 2025, Garoppolo signe une prolongation de contrat d'un an avec les Rams.

## Statistiques

### Université
| Année          | Équipe                           | MJ |         | Passes   | Passes | Passes | Passes | Passes | Passes | Passes  |       | Courses | Courses | Courses | Courses |
| Année          | Équipe                           | MJ | Tentées | Réussies | Pct.   | Yards  | TD     | Int.   | Éval.  | Tentées | Yards | Moy.    | TD      |         |         |
| 2010           | Panthers d'Eastern Illinois (en) | 08 | 211     | 124      | 58,8   | 1 639  | 14     | 13     | 133,6  | 41      | -138  | -17,3   | 1       |         |         |
| 2011           | Panthers d'Eastern Illinois      | 11 | 349     | 217      | 62,2   | 2 644  | 20     | 14     | 136,7  | 66      | - 61  | -05,5   | 1       |         |         |
| 2012           | Panthers d'Eastern Illinois      | 12 | 540     | 331      | 61,3   | 3 823  | 31     | 15     | 134,2  | 83      | 0     | 00,0    | 2       |         |         |
| 2013           | Panthers d'Eastern Illinois      | 14 | 568     | 375      | 66,0   | 5 050  | 53     | 09     | 168,3  | 70      | 062   | 04,4    | 4       |         |         |
| Totaux en NCAA | Totaux en NCAA                   | 45 | 1 668   | 1 047    | 62,8   | 13 156 | 118    | 51     | 146,3  | 260     | -137  | - 3,0   | 8       |         |         |

### NFL
| Année              | Équipe                             | MJ |                 | Passes          | Passes          | Passes          | Passes          | Passes          | Passes          | Passes          |                 | Courses         | Courses         | Courses | Courses |     | Sacks  | Sacks |  | Fumbles | Fumbles |
| Année              | Équipe                             | MJ | Tentées         | Réussies        | Pct.            | Yards           | TD              | Int.            | Éval.           | Tentées         | Yards           | Moy.            | TD              | Nb.     | Yards   | Nb. | Perdus |       |  |         |         |
| 2014               | Patriots de la Nouvelle-Angleterre | 06 | 027             | 019             | 70,4            | 0 182           | 01              | 0               | 101,2           | 10              | 09              | 0,9             | 0               | 05      | 036     | 0   | 0      |       |  |         |         |
| 2015               | Patriots de la Nouvelle-Angleterre | 05 | 04              | 01              | 25,0            | 0 6             | 0               | 0               | 039,6           | 05              | -5              | -1,0            | 0               | 0       | 0       | 0   | 0      |       |  |         |         |
| 2016               | Patriots de la Nouvelle-Angleterre | 06 | 063             | 043             | 68,3            | 0 502           | 04              | 0               | 113,3           | 10              | 06              | 0,6             | 0               | 03      | 015     | 02  | 1      |       |  |         |         |
| 2017               | 49ers de San Francisco             | 06 | 178             | 120             | 67.4            | 1 560           | 07              | 05              | 096,2           | 15              | 11              | 0,7             | 1               | 08      | 057     | 01  | 0      |       |  |         |         |
| 2018               | 49ers de San Francisco             | 03 | 089             | 053             | 59,6            | 0 718           | 05              | 03              | 090,0           | 08              | 33              | 4,1             | 0               | 13      | 097     | 04  | 0      |       |  |         |         |
| 2019               | 49ers de San Francisco             | 16 | 476             | 329             | 69,1            | 3 978           | 27              | 13              | 102,0           | 46              | 62              | 1,3             | 1               | 36      | 237     | 10  | 5      |       |  |         |         |
| 2020               | 49ers de San Francisco             | 06 | 140             | 094             | 67,1            | 1 096           | 07              | 05              | 092,4           | 10              | 25              | 2,5             | 0               | 11      | 077     | 02  | 0      |       |  |         |         |
| 2021               | 49ers de San Francisco             | 15 | 441             | 301             | 68,3            | 3 810           | 20              | 12              | 098,7           | 38              | 51              | 1,3             | 3               | 29      | 201     | 08  | 3      |       |  |         |         |
| 2022               | 49ers de San Francisco             | 11 | 308             | 207             | 67,2            | 2 437           | 16              | 04              | 103,0           | 23              | 33              | 1,4             | 2               | 18      | 100     | 03  | 3      |       |  |         |         |
| 2023               | Raiders de Las Vegas               | 07 | 169             | 110             | 65,1            | 1 205           | 07              | 09              | 077,7           | 20              | 39              | 2,0             | 0               | 14      | 101     | 01  | 0      |       |  |         |         |
| 2024               | Rams de Los Angeles                | 01 | 041             | 027             | 65,9            | 0 334           | 02              | 01              | 097,0           | 02              | 05              | 2,5             | 0               | 03      | 015     | 0   | 0      |       |  |         |         |
| 2025               | Rams de Los Angeles                | ?  | Saison en cours | Saison en cours | Saison en cours | Saison en cours | Saison en cours | Saison en cours | Saison en cours | Saison en cours | Saison en cours | Saison en cours | Saison en cours | ?       | ?       | ?   | ?      |       |  |         |         |
| Totaux en carrière | Totaux en carrière                 | 82 | 1 936           | 1 304           | 67,4            | 15 828          | 96              | 52              | 97,6            | 1857            | 269             | 1,4             | 7               | 140     | 936     | 31  | 11     |       |  |         |         |

| Année              | Équipe                             | MJ |                                | Passes                         | Passes                         | Passes                         | Passes                         | Passes                         | Passes                         | Passes                         |                                | Courses                        | Courses                        | Courses | Courses |     | Sacks  | Sacks |  | Fumbles | Fumbles |
| Année              | Équipe                             | MJ | Tentées                        | Réussies                       | Pct.                           | Yards                          | TD                             | Int.                           | Éval.                          | Tentées                        | Yards                          | Moy.                           | TD                             | Nb.     | Yards   | Nb. | Perdus |       |  |         |         |
| 2014               | Patriots de la Nouvelle-Angleterre | 1  | -                              | -                              | -                              | -                              | -                              | -                              | -                              | -                              | -                              | -                              | -                              | -       | -       | -   | -      |       |  |         |         |
| 2015               | Patriots de la Nouvelle-Angleterre | 0  | N'a pas participé - réserviste | N'a pas participé - réserviste | N'a pas participé - réserviste | N'a pas participé - réserviste | N'a pas participé - réserviste | N'a pas participé - réserviste | N'a pas participé - réserviste | N'a pas participé - réserviste | N'a pas participé - réserviste | N'a pas participé - réserviste | N'a pas participé - réserviste | -       | -       | -   | -      |       |  |         |         |
| 2016               | Patriots de la Nouvelle-Angleterre | 0  | N'a pas participé - réserviste | N'a pas participé - réserviste | N'a pas participé - réserviste | N'a pas participé - réserviste | N'a pas participé - réserviste | N'a pas participé - réserviste | N'a pas participé - réserviste | N'a pas participé - réserviste | N'a pas participé - réserviste | N'a pas participé - réserviste | N'a pas participé - réserviste | -       | -       | -   | -      |       |  |         |         |
| 2019               | 49ers de San Francisco             | 3  | 37                             | 58                             | 63,8                           | 427                            | 2                              | 3                              | 75,9                           | 10                             | 1                              | 0,1                            | 0                              | 4       | 26      | 0   | 0      |       |  |         |         |
| 2021               | 49ers de San Francisco             | 3  | 43                             | 74                             | 58,1                           | 535                            | 2                              | 3                              | 52,7                           | 02                             | 5                              | 2,5                            | 0                              | 4       | 25      | 0   | 0      |       |  |         |         |
| 2022               | 49ers de San Francisco             | 0  | N'as pas joué - blessé         | N'as pas joué - blessé         | N'as pas joué - blessé         | N'as pas joué - blessé         | N'as pas joué - blessé         | N'as pas joué - blessé         | N'as pas joué - blessé         | N'as pas joué - blessé         | N'as pas joué - blessé         | N'as pas joué - blessé         | N'as pas joué - blessé         | -       | -       | -   | -      |       |  |         |         |
| 2024               | Rams de Los Angeles                | 0  | N'as pas participé             | N'as pas participé             | N'as pas participé             | N'as pas participé             | N'as pas participé             | N'as pas participé             | N'as pas participé             | N'as pas participé             | N'as pas participé             | N'as pas participé             | N'as pas participé             | -       | -       | -   | -      |       |  |         |         |
| Totaux en carrière | Totaux en carrière                 | 7  | 80                             | 132                            | 60,6                           | 962                            | 4                              | 6                              | 74,1                           | 12                             | 6                              | 0,5                            | 0                              | 8       | 51      | 0   | 0      |       |  |         |         |

## Palmarès
- Vainqueur du Super Bowl XLIX en 2015 avec les Patriots de la Nouvelle-Angleterre